# Міжборне
Міжбо́рне (рос. Межборное) — село у складі Притобольного району Курганської області, Росія. Адміністративний центр та єдиний населений пункт Міжборної сільської ради.
Населення — 952 особи (2010, 1139 у 2002).
Національний склад станом на 2002 рік:
- росіяни — 95 %